# 王星辰
王星辰（1999年10月12日—），中國女演員，维吾尔族人，生於湖北省。主要拍攝網路電視劇及電影，但較廣為人知的是2023年電子遊戲《完蛋！我被美女包围了！》中的角色。

## 個人生活
2023年12月25日，王星辰在一場直播中透露，自己已懷有身孕兩個月，與《完蛋！我被美女包围了！》上市時間相近。

## 外部連結
- 王星辰辰辰的新浪微博
- 豆瓣電影上的王星辰 （页面存档备份，存于）